# Kevin Sullivan (politico)
Kevin Sullivan (West Hartford, 20 agosto 1949) è un politico statunitense.
È stato l'86° Vice governatore del Connecticut dal 2004 al 2007 sotto il governatorato di Jodi Rell.